# Armbouts-Cappel
 Armbouts-Cappel  (en neerlandés Armboutskappel) es una población y comuna francesa, en la región de Norte-Paso de Calais, departamento de Norte, en el distrito de Dunkerque y cantón de Bergues.

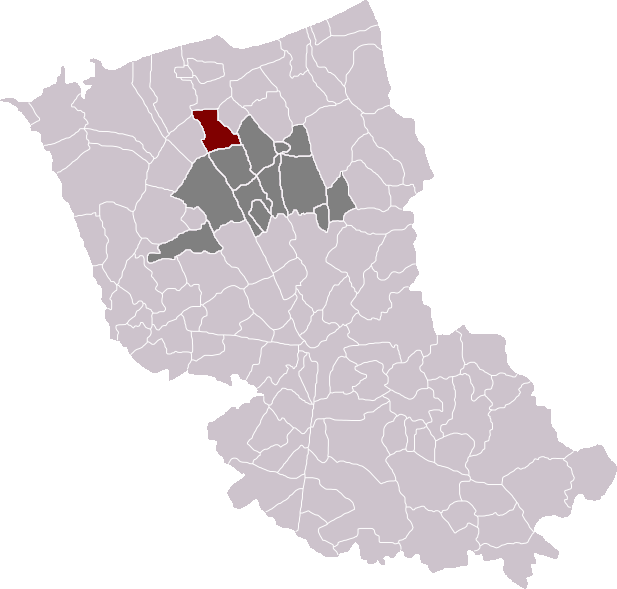
Armbouts-Cappel en el distrito de Dunkerque.

## Demografía
| 404 | 453 | 469 | 540 | 798 | 696 | 833 | 850 | 864 | 922 | 1 005 | 1 052 | 1 100 | 1 159 | 1 162 | 1 146 | 1 227 | 1 164 | 1 206 | 1 206 | 1 159 | 1 153 | 1 137 | 1 092 | 828 | 1 033 | 1 049 | 1 048 | 1 178 | 2 562 | 2 656 | 2 677 | 2 500 | 2 411 |
| Para los censos de 1962 a 1999 la población legal corresponde a la población sin duplicidades (Fuente: INSEE [Consultar]) |     |     |     |     |     |     |     |     |     |       |       |       |       |       |       |       |       |       |       |       |       |       |       |     |       |       |       |       |       |       |       |       |       |